# Silene uniflora
Espèce
La Silène à une fleur (Silene uniflora) est une espèce de plantes de la famille des Caryophyllacées présente sur les littoraux de l'Europe de l'ouest.

## Description
Silene uniflora est une plante vivace herbacée, d'apparence semblable au silène enflé (Silene vulgaris) mais avec des fleurs généralement solitaires. Elle est généralement prostrée et forme un tapis. Les feuilles sont linéaires, gris-vert, glabres et glauques par paires opposées et décussées, les fleurs blanches à cinq pétales profondément échancrés, les cinq sépales fusionnés et gonflés pour former une « vessie »:472,:32.

## Distribution

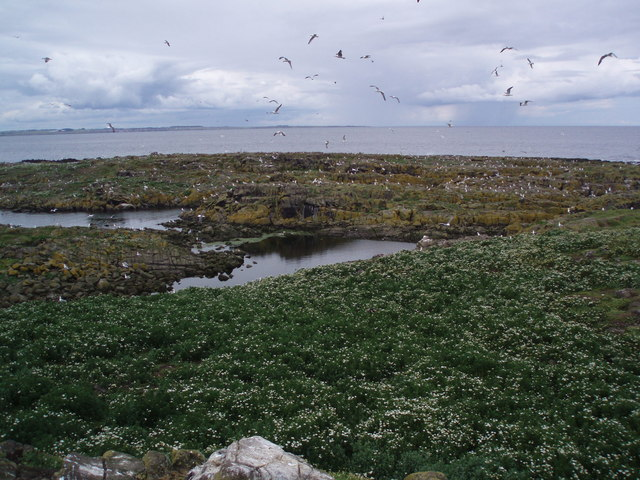
Silene uniflora sur le littoral de l'Île de Man au Royaume Uni.

Silene uniflora est une espèce maritime, presque confinée à l'Islande, aux côtes atlantiques et baltiques de l'Europe occidentale jusqu'à la péninsule de Kola en Russie européenne ainsi que dans les archipels de Madère et des Açores,. En Grande-Bretagne, on le trouve également dans les montagnes mais rarement,. L'espèce a été introduite en Argentine dans les Îles Malouines et en Nouvelle-Zélande.

## Biologie
La Silène à une fleur présente une adaptation au sel qui lui permet de manière substantielle de s'adapter rapidement aux milieux chargés en zinc à cause de pollutions anthropiques.
Silene uniflora est régulièrement parasitée par deux espèces de champignons du genre Microbotryum, Microbotryum silenes-inflatae et Microbotryum lagerheimii qui ont particularité de transformer ses anthères productrices de pollen en productrices de spores noir violet qui sont déplacées d'un pied à un autre par les insectes pollinisateurs

## Statut
Cette plante est protégée dans le Nord-Pas-de-Calais,.

## Taxonomie
Le nom correct complet (avec auteur) de ce taxon est Silene uniflora Roth,,,. Cependant, l'INPN le considère comme la sous-espèce maritima de Silene vulgaris.

### Noms français
Ce taxon porte en français les noms vulgarisés ou normalisés : Silène uniflore et Silène à une fleur,. D'autres noms confusants avec d'autres espèces existent également comme  Silène maritime et Silène enflé.

### Sous-espèces
Trois sous-espèces sont reconnues par les jardins botanique de Kew.
- Silene uniflora subsp. petraea (C. Hartm.) Jonsell & H. C. Prent. ;
- Silene uniflora subsp. thorei (Dufour) Jalas : native du Sud-Ouest de la France (extinction en Espagne) ;
- Silene uniflora subsp. uniflora: Europe atlantique, Açores, Madère, extinction aux Îles Selvagens.

### Synonymie
Selon Plants of the World online (POWO) (19 février 2025)
- Behenantha uniflora (Roth) Ikonn. (1975)
- Oberna uniflora (Roth) Ikonn. (1976)
- Silene inflata var. uniflora (Roth) Lej. & Courtois (1831)
- Wahlbergella uniflora (Roth) Fr. (1843)